# Újezd, Olomouc
Újezd là một làng thuộc huyện Olomouc, vùng Olomoucký, Cộng hòa Séc.